# نايجل باربر
نايجل باربر (بالإنجليزية: Nigel Barber)‏ هو عالم نفس أمريكي، ولد في 7 نوفمبر 1955 في Tullamore ‏ في جمهورية أيرلندا.